# مارگارت لاکوود
مارگارت لاکوود (انگلیسی: Margaret Lockwood؛ ۱۵ سپتامبر ۱۹۱۶ – ۱۵ ژوئیهٔ ۱۹۹۰) بازیگر اهل بریتانیا بود.
او دانش‌آموختهٔ آکادمی سلطنتی هنرهای دراماتیک بود و کارش را با ایفای نقش در تئاترهای صحنه‌ای آغاز نمود؛ اما از سال ۱۹۳۴،به بازی در فیلم‌های سینمایی نیز روی آورد. وی سال‌های پایانی عمرش را در انزوا، در کینگستون آپون تیمز گذراند و سرانجام به دلیل سیروز کبدی در «بیمارستان کرامول» لندن درگذشت.
از فیلم‌ها یا برنامه‌های تلویزیونی که وی در آن نقش داشته است، می‌توان به خانم ناپدید می‌شود، پیش از عاشقی، حواست را جمع کن، جسی و تعطیلات رسمی اشاره کرد.

## جوایز و افتخارات
- ۱۹۴۶ - «جایزه ملی فیلم دیلی‌میل» بابت «برجسته‌ترین بازیگر زن در سال‌های جنگ»
- ۱۹۴۷ - «جایزه ملی فیلم دیلی‌میل» بابت «برترین بازیگر زن سال»
- ۱۹۴۷ - «جایزه ملی فیلم دیلی‌میل» بابت «برترین بازیگر زن سال» بخاطر ایفای نقش در فیلمِ «جسی»
- ۱۹۵۵ - نامزد دریافت جایزهٔ بفتا بابت «بهترین بازیگر زن بریتانیا» بخاطر ایفای نقش در فیلمِ «سایه‌ای تیره افکن»